# Övermänniska

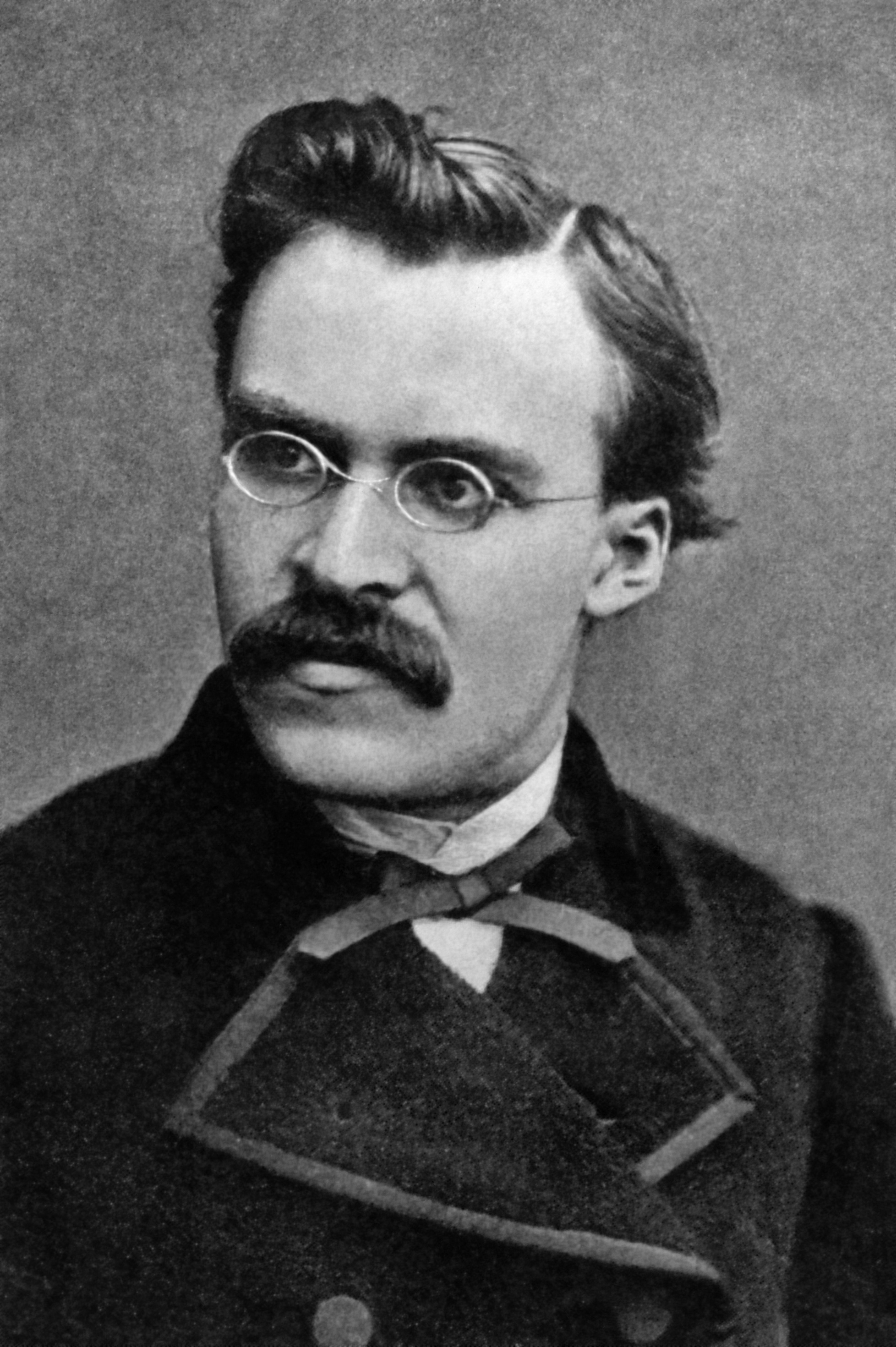
Friedrich Nietzsche runt 1869.

En övermänniska (tyska: Übermensch) är ett begrepp som är mest känt från Friedrich Nietzsches bok Så talade Zarathustra, ett poetiskt och filosofiskt verk om övermänniskan som utkom 1883-1885.
Övermänniskan är enligt Nietzsche den människa som når utöver sitt öde, som övervinner sitt öde, som ensam är ansvarig för sitt öde, utan några gudar. Hon erkänner inga andra värden än det hon själv funnit värdefullt, och inga andra lagar, än de hon själv skapat åt sig. Hennes sanning är hennes egen sanning, och kan inte vara någon annans sanning. De omständigheter som skapat henne, och det öde henne skapat åt sig, kommer ständigt att skapa henne åter; "Den eviga återkomsten".
Zarathustra var grundaren av zoroastrismen. Övermänniskofilosofin överensstämmer väl med mycket inom hinduismen och österländsk filosofi.[källa behövs]
Nietzsche föraktade kristendomen, som han ansåg hade förslavat och degenererat människan, och således skapat motsatsen till övermänniskan, nämligen den sista människan.
Nazisterna använde flitigt retorik om övermänniskan i sin reklam och mytologi, till stor del med hjälp av förfalskningar och förvanskningar av Nietzsches verk. Den ensamma, oändligt olyckliga, oändligt lyckliga, i ensamheten utan fruktan, utan hämndbegär levande människa, som Nietzsche skildrar, har i grunden inga biologiska eller nationella implikationer och har därmed föga gemensamt med nationalsocialismen och annan rasbiologi. Nietzsche var mycket kritisk till tysk nationalism och sade att han själv såväl som Tyskland var skyldiga sin storhet till "polskt blod". Han hävdade även att han skulle kunna lösa antisemitismens problem genom att "helt enkelt låta skjuta alla antisemiter". Mussolini, grundare av fascismen i Italien var en faktisk beundrare av Nietzsche och hävdade själv att han skulle göra "mitt liv till ett mästerverk", att varje människa har rätt att "uppfinna en egen ideologi och försöka genomföra den energi han är kapabel till", vilket med en viss tolkningsfrihet kan tyckas avspegla Nietzsches extrema individualism och nihilism.